# 费利克斯·海涅曼
费利克斯·海涅曼（德語：Felix Heinemann，1996年12月10日—），德国男子赛艇运动员。他曾代表德国参加法国举办的2015年世界赛艇锦标赛，获得男子轻量级八人单桨有舵手金牌。